# Omul mafiei (film)

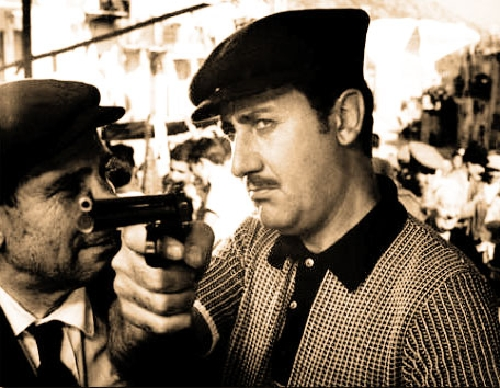
Alberto Sordi într-o scenă din film

Omul mafiei (titlul original: în italiană Mafioso) este un film de comedie italian, 
realizat în 1962 de regizorul Alberto Lattuada, după un subiect de Bruno Caruso, protagoniști fiind actorii Alberto Sordi, Norma Bengell, Gabriella Conti și Ugo Attanasio. 

## Rezumat
Nino, un cadru de conducere mediu într-o companie milaneză, se întoarce în Sicilia natală pentru a-și prezenta rudelor și prietenilor pe soția sa Marta și cele două fetițe, și pentru a petrece acolo câteva zile de concediu. Totul merge foarte bine, dar „nașii” mafiei, cărora le datorează situația sa prosperă, îl încredințează, fără știrea familiei sale, să îndeplinească o anumită misiune tocmai la New York...

## Distribuție
- Alberto Sordi – Antonio Badalamenti
- Norma Bengell – Marta
- Gabriella Conti – Rosalia
- Ugo Attanasio – Don Vincenzo
- Cinzia Bruno – Caterina
- Katiuscia – Cinzia
- Armando Tine – doctor Zanchi
- Lilly Bistrattin – secretara lui doctor Zanchi
- Michèle Bailly – baroneasa
- Francesco Lo Briglio – Don Calogero
- Carmelo Oliviero – Liborio

## Premii și nominalizări
- 1963 - Festivalul Internațional de Film de la San Sebastián
  - Scoica de Aur – Alberto Lattuada
- 1963 – Festivalul Internațional de Film din Acapulco
  - cel mai bun actor – Alberto Sordi
- 1963 – Nastro d'argento
  - Nominalizare Cel mai bun actor – Alberto Sordi
  - Nominalizare Cel mai bun subiect – Bruno Caruso